# Araporanga
Araporanga é uma pequena localidade do interior do estado do Ceará no nordeste brasileiro, situada na cidade de Santana do Cariri, a cerca de 500 km da capital Fortaleza. Com mais ou menos 2.000 habitantes é um dos principais distritos santanenses, e possui uma economia voltada para a agricultura. Tem como religião predominante o catolicismo.

## História
Araporanga (também conhecida como Estiva) foi criada por um pequeno grupo de moradores que vivia às margens do rio Cariús, e a partir de então cresceu na velocidade de todo pequeno lugar do interior nordestino. Recebeu o apelido "Estiva" devido a uma ponte chamada pelos moradores de Estiva, que na época de sua fundação servia de travessia das margens do rio Cariús.